# Девід Годжес
Девід Холл Ходжес (англ. David Hall Hodges; нар. 5 грудня 1978, Літл-Рок, Арканзас, США)  — американський музикант та співак.

## Гурти

### «Evanescence»
Девід приєднався до гурту «Evanescence» в кінці 1999 і був співавтором багатьох пісень їхнього дебютного альбому «Origin». В грудні 2002 Девід вирішив покинути гурт, так як бачив його в жанрі християнського року, в той час, як Емі Лі і Бен Муді — в жанрі альтернативного року і металу.

## Дискографія

### Міні-альбоми
- The Rising EP (2009)

### Сингли
- Hard to Believe (2009)